# Treyarch
Treyarch er en amerikansk spiludvikler, grundlagt i 1996 af Peter Akemann og Doğan Köslü. Treyarch blev opkøbt af Activision i 2001. Det er beliggende i Santa Monica i Californien. Treyarch har udviklet blandt andet Call of Duty: World at War, Call of Duty: Black Ops, og Call of Duty: Black Ops II. Activision er grundlægger af de andre call of duty. de skiftes til at komme med et nyt call of duty hvert år.